# Era Ora
Era Ora var en dansk gourmetrestaurant beliggende på Overgaden neden Vandet på Christianshavn i København. Fra 1997 til 2019 havde restauranten én stjerne i den eftertragtede franske restaurantguide Michelinguiden. Spisestedet havde ikke à la carte, men serverede udelukkende menuer på adskillige retter.
Era Ora blev grundlagt i 1983 af et italiensk/brasiliansk ægtepar, Elvio Milleri og Edelvita Santos. Navnet er Italiensk og betyder "[det var] på tide".
I 2002 modtog Era Ora Champagneprisen.
I 2020 blev restauranten frataget sin Michelin-stjerne og lukkede den 1. juni.